# Alberto Gironella
Alberto Gironella (Ciutat de Mèxic, 26 de setembre de 1929- Valle de Bravo, 2 d'agost de 1999) fou un pintor mexicà, de pare català i mare originària de Mérida,al Yucatán), considerat com un dels exponents de La Ruptura.

## Biografia
En la seva joventut va començar a escriure poesia, però després va abandonar els seus estudis de lletres hispàniques i es va dedicar de ple a la pintura. Va realitzar la seva primera exposició el 1952, i al llarg de la seva vida la seva obra es va exhibir en museus i galeries d'Alemanya, Argentina, Brasil, Estats Units, Espanya, França, Japó, Suècia i Suïssa. Va residir a Santo Ángel a la Ciutat de Mèxic i en una casa a Valle de Bravo coneguda després com la Casa de Gironella.
Als pocs mesos de la seva mort, l'actriu Ofelia Medina li va oferir un homenatge en el Festival de les Ànimes a Valle de Bravo, escampant part de les seves cendres al llac, en una cerimònia nocturna, apropiadament com a part de les commemoracions del Dia dels Morts, el 2 de novembre de 1999.

## Obra
Es va especialitzar sobretot en el collage. El seu segell particular va ser l'ús de llaunes buides d'ultramarins espanyols (sardines, musclos, etc.) en les seves obres,altament influenciades per les botigues d'ultramarins (botigues de queviures d'Importació en general Espanyoles), així com llaunes i trossos de refrescos clavades o enganxades al voltant del marc de les seves pintures. S'inspirava en conceptes o personatges tan diferents com el cabdill de la Revolució mexicana Emiliano Zapata, la cantant Madonna, el cineasta Luis Buñuel i el filòsof Nietzsche.

## Premis i reconeixements
Va guanyar el 1959 el primer premi de la Unió Mediterrània d'Art a la Biennal de Joves (París, França) així com el primer premi de la VI Biennal de Sao Paulo, Brasil.